# Celerina seyrigii
Celerina es un género monotípico de plantas con flores perteneciente a la familia Acanthaceae. El género presenta una única especie herbácea, natural de Madagascar: Celerina seyrigii.

## Taxonomía
Celerina seyrigii fue descrita por la zoóloga y botánica francesa Raymond Benoist y publicado en Bulletin de la Société Botanique de France 110: 404, en el año 1963.